# Arvid Ahnfelt

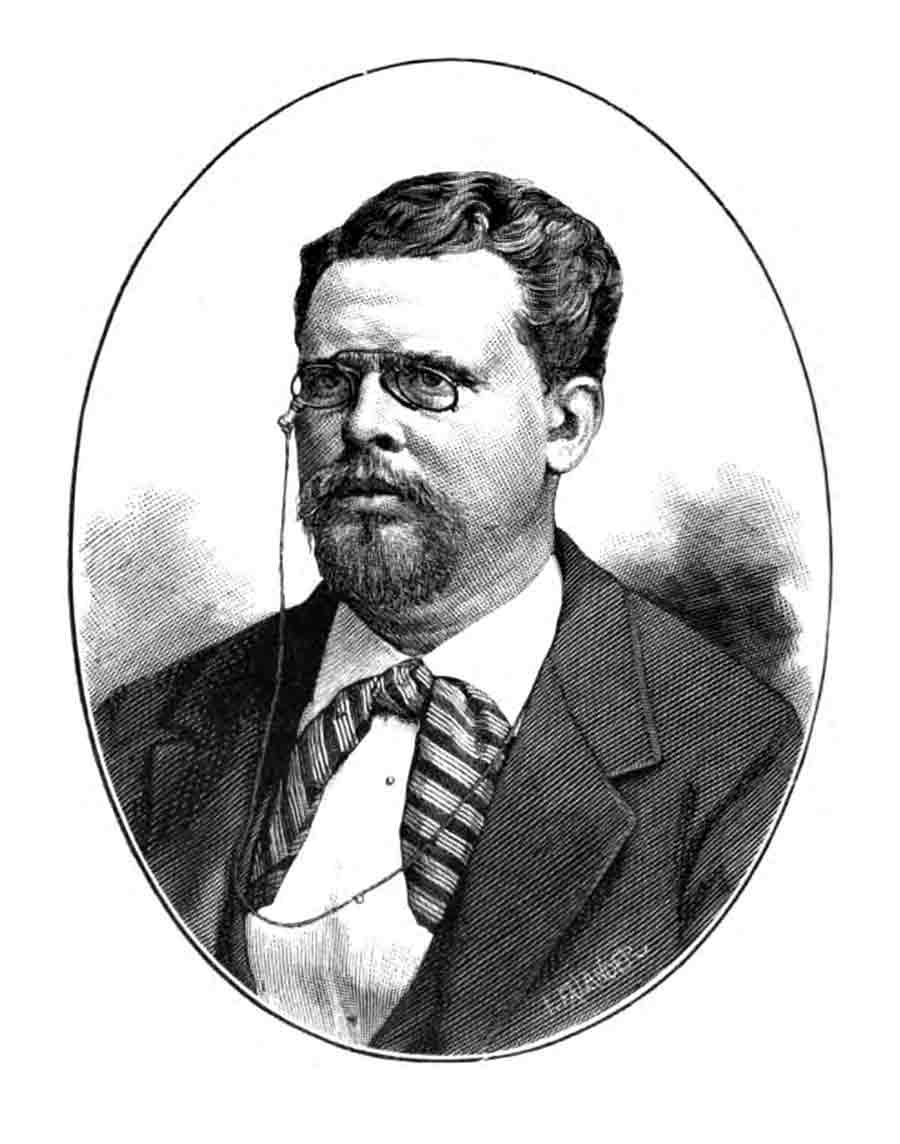
Arvid Ahnfelt.
Träsnitt av Ida Falander.

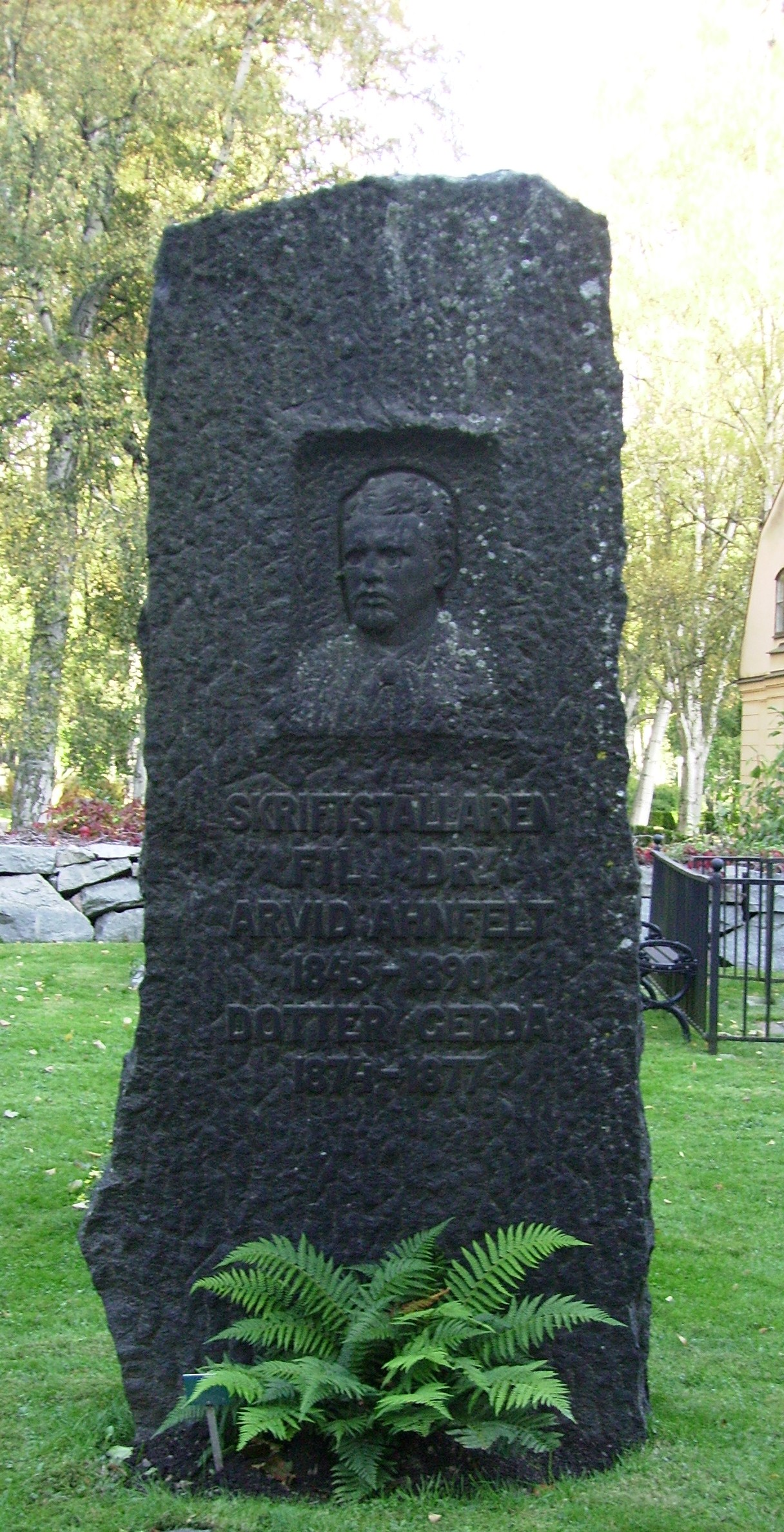
Arvid Ahnfelts gravvård på Solna kyrkogård.

Arvid Wolfgang Nathanael Ahnfelt, född 16 augusti 1845 i Lund, död 17 februari 1890 i Köpenhamn, var en svensk publicist och författare. 

## Biografi
Ahnfelt studerade vid Uppsala universitet, där han blev filosofie kandidat 1869 och doktorerade samma år. Därefter fick han tjänst som extra ordinarie amanuens vid Kungliga biblioteket samt som medarbetare vid Ny Illustrerad Tidning, men fortsatte sedan till Aftonbladet och därefter bland annat Stockholms Dagblad. Han skrev även för utländska tidningar och levde sedan 1876 uteslutande av sin penna.
Uppfostrad i en liberal tradition, vilket i hans fall var kombinerad med en satirisk läggning, verkade han för spridandet av dess idéer. Han är uppmärksammad för verken Verldslitteraturens historia (1874-1876, en bearbetning av ett arbete av Johannes Scherr) och biografier över Carl Jonas Love Almqvist och Leonard Fredrik Rääf. Han skrev även böcker om hovlivet och om industrihistoria samt utgav olika svenska författares skrifter. År 1881 startade han tidskriften Ur dagens krönika som blev ett viktigt debattforum för 1880-talets unga Sverige. 
Arvid Ahnfelt  var son till Paul Gabriel Ahnfelt och Hedvig Sofia Ekstrand samt kusin med biskopen Otto Ahnfelt. Han gifte sig 1871 med plymfabrikanten Hilda Ahnfelt. De blev föräldrar till Astrid Ahnfelt och farföräldrar till Sigmund Ahnfelt. Arvid Ahnfelt avled av en hjärtinfarkt på hotell "Kongen af Danmark".

### Redaktörskap
- Verldsliteraturens historia. Stockholm. 1875-1876. Libris 649296 - 2 volymer. - Under medverkan af sakkunnige personer sammanfattad och utgifven af Arvid Ahnfelt.
- Thomander, Johan Henrik; Dahlgren, Carl Fredric (1876). Tankar och löjen: belletristiska drag ur Thomanders och C. F. Dahlgrens brefvexling m. fl. källor. Stockholm: Norstedt. Libris 8207710 - Samlade och utgifna av Arvid Ahnfelt ; [med porträtt af J.H. Thomander].
- Palmær, Henrik Bernhard (1876). Eldbränder och gnistor: humoresker. Stockholm: Bonnier. Libris 1599519. https://runeberg.org/eldbrand/ - Utgivna av Arvid Ahnfelt, med lefnadsteckning
  -  4. uppl. genomsedd av Ruben G:son Berg. Stockholm: Bonnier. 1924. Libris 8207161
- Sehlstedt, Elias (1876). Samlade sånger och visor: gammalt och nytt. D. 5, Med porträtt samt lefvnadsteckning. Stockholm. Libris 380442. https://runeberg.org/esesov/d5/ - Med porträtt samt lefvnadsteckning af Arvid Ahnfelt.
- Linné, Carl von (1877). Carl von Linnés lefnadsminnen tecknade af honom sjelf: med tillägg efter tryckta och otryckta källor av Arvid Ahnfelt. Stockholm: Lamm. Libris 1796665. https://runeberg.org/ahnflefn/
  -  Faksimiledition med efterskrift av Folke K Larsson. Lidingö: Adoxa. 2004[1877]. Libris 9556742. ISBN 91-631-5299-1
- Kullberg, Karl Anders af (1879). Ur Karl af Kullbergs portfölj: efterlämnade papper, berättelser och humoresker. Stockholm: Looström & K. Libris 1598223 - I urval utgivna av Arvid Ahnfelt ; (med Kullbergs lefnadsteckning och porträtt).
- Bevingade ord: våra allmännaste citat efter utländska och svenska källor. Stockholm: Seligmann. 1879. Libris 893532 -  Under medverkan av flera fackmän redigerade av Arvid Ahnfelt
- Ur dagens krönika: månadskrift för skönliteratur, teater och politik : tidstaflor. Stockholm. 1881-1891. Libris 834676. https://runeberg.org/urdagkron/ - [Årg. 1](1881)-årg. 11(1891). - Utgivare: Arvid Ahnfelt.
- Cederborgh, Fredric (1882). Epigrammer, satirer och berättelser. Humoristiskt Bibliotek ; 2. Stockholm: O. L. Lamm. Libris 1595709 -  Med levnadsteckning av Arvid Ahnfelt.
- Christian VIII (1883). Kong Christian VIII's Dagbog fra Regenttiden i Norge: Efter Kongens franske Originalhaandskrift. Med speciel Tilladelse af H.M. Kong Christian IX udg. af Arvid Ahnfelt. Overfört paa Dansk af Ch. Bröndsted.. Kjöbenhavn: Gyldendal. Libris 2595235. https://runeberg.org/aachr8/
- Europas konstnärer: alfabetiskt ordnade biografier öfver vårt århundrades förnämsta artister. Norrköping. 1883-1887. Libris 1285211. https://runeberg.org/eurkonst/ - Utgivna av Arvid Ahnfelt.
- Från Europas hof, dess furstehus och aristokrati: skildringar hemtade i nya specialverk samt svenska och utländska arkiv. Stockholm: Lamm. 1883-1884. Libris 1238419. https://runeberg.org/aaeuhof/ - 3 volymer.
- Ryska afslöjanden från Alexander I till Alexander III: ett historiskt bildgalleri .... Stockholm: Bonnier. 1885. Libris 1595132 - Urvalt och redigerat av Arvid Ahnfelt.
- Sveriges firmor och män inom handel, industri och konst jemte en del finska firmor: handbok för kommersiela upplysningar, affärshistoriker och biografiska skildringar : jemte en kort beskrivning öfver Stockholm och Göteborg med uppgifter om dessa städers uppkomst och utveckling m. m.. Stockholm: Sunesons förlag. 1886. Libris 8214371 - Redigerad af Arvid Ahnfelt.
- Två krönta rivaler: Bernadottesminnen. Stockholm. 1887. Libris 398935. https://runeberg.org/aakronta/ - Utgivna av Arvid Ahnfelt.
- Europas konstnärer: alfabetiskt ordnade biografier öfver vårt århundrades förnämsta artister. Stockholm: Lamm. 1887. Libris 10662731 - Utgivna av Arvid Ahnfelt.